# Mohammed Al-Amri
 (août 2025).
Mohammed Al-Amri, né le 26 novembre 1991 à Djeddah en Arabie saoudite, est un footballeur saoudien. Il évolue au poste d'arrière latéral gauche avec le club d'Al-Raed FC.

## Biographie
Il joue cinq matchs en Ligue des champions d'Asie en 2014 avec le club d'Al-Ittihad.